# Георгиевское (Адыгея)
Гео́ргиевское (адыг. Георгиевскэр) — село в Гиагинском  районе Республики Адыгея. Входит в Сергиевское сельское поселение. 

## География
Селение расположено в юго-восточной части Гиагинского района, по обоим берегам речки Сухая Балка. Находится в 6 км к юго-востоку от центра сельского поселения — села Сергиевское, в 39 км к юго-востоку от районного центра — станицы Гиагинская и в 34 км к северо-востоку от города Майкоп. 
Площадь территории села составляет — 1,43 км2, на которые приходятся 0,95% от общей площади сельского поселения. 
Ближайшие населённые пункты: Тамбовский и Екатериновский на западе, Курский на северо-западе и Унароково на юго-востоке. 
Населённый пункт расположен на Закубанской наклонной равнине, в переходной от равнинной в предгорную зону республики. Средние высоты на территории села составляют около 226 метров над уровнем моря. Рельеф местности представляет собой в основном волнисто-бугристые равнины с общим уклоном с юго-запада на северо-восток, с различными холмистыми и курганными возвышенностями. Долины рек изрезаны балками и понижениями. 
Гидрографическая сеть в основном представлена речкой Сухая Балка. В центре села, в долине реки имеется водохранилище. Также к северу от села имеется сеть искусственных водоёмов. 
Климат на территории села мягкий умеренный. Среднегодовая температура воздуха положительная и составляет около +11,5°С. Среднемесячная температура воздуха в июле достигает +23,0°С. Среднемесячная температура января составляет около 0°С. Среднегодовое количество осадков составляет около 740 мм. Основная часть осадков выпадает в период с мая по июль.

## Население
| 2002 | 2010 | 2013 | 2014 | 2015 | 2016 | 2017 |
| ---- | ---- | ---- | ---- | ---- | ---- | ---- |
| 257  | ↘215 | →215 | ↗217 | ↗222 | ↗225 | ↘223 |
| 2018 | 2019 | 2020 | 2021 | 2023 | 2024 |      |
| ↗238 | ↘231 | ↗233 | ↘220 | →220 | →220 |      |

Плотность — 153.85 чел./км2.
Национальный состав
По данным Всероссийской переписи населения 2010 года:
| Народ   | Численность, чел. | Доля от всего населения, % |
| ------- | ----------------- | -------------------------- |
| русские | 186               | 86,5 %                     |
| армяне  | 12                | 5,6 %                      |
| чуваши  | 9                 | 4,2 %                      |
| другие  | 8                 | 3,7 %                      |
| всего   | 215               | 100 %                      |

Мужчины — 105 чел. (48,8 %). Женщины — 110 чел. (51,2 %). 

## Инфраструктура
В селе имеется фельдшерско-акушерский пункт. Другие ближайшие объекты социальной инфраструктуры (средняя школа, детский сад) расположены в хуторе Тамбовский. 

## Улицы
| Восточная |
| Нагорная  |

| Октябрьская |
| Северная    |

| Степная |